# Auriñaciense
La cultura Auriñaciense sustituyó a partir del 38 000 antes del presente, aproximadamente, a la cultura Musteriense y en otros lugares al Châtelperroniense, en el inicio del Paleolítico Superior. Se desarrolló a lo largo del final del Estadio Isotópico 3 (O.I.S. 3), alrededor de hace 40 000 años.
El Auriñaciense llegó a la zona de desarrollo desde el exterior, posiblemente extendiéndose de este a oeste por Europa, si bien los especialistas no se ponen de acuerdo en su origen último. 
Su nombre procede de la localidad occitana de Aurignac, pudiendo ser su nombre de origen eusquérico,[cita requerida] ya que Aurignac se pronuncia en francés 'oriñak', palabra que se asemeja a la voz vasca 'oreinak' (oreiñak): ciervos.

## Fases
- Auriñaciense de Transición (otros autores lo consideran Musteriense Final)
- Auriñaciense arcaico
- Protoauriñaciense
- Auriñaciense "clásico"

La climatología del Auriñaciense tiende a las condiciones glaciares, con "picos" fríos de gran rigidez climática y bastante inestabilidad (la climatología mejora y empeora en intervalos relativamente cortos, hasta de menos de cien años).

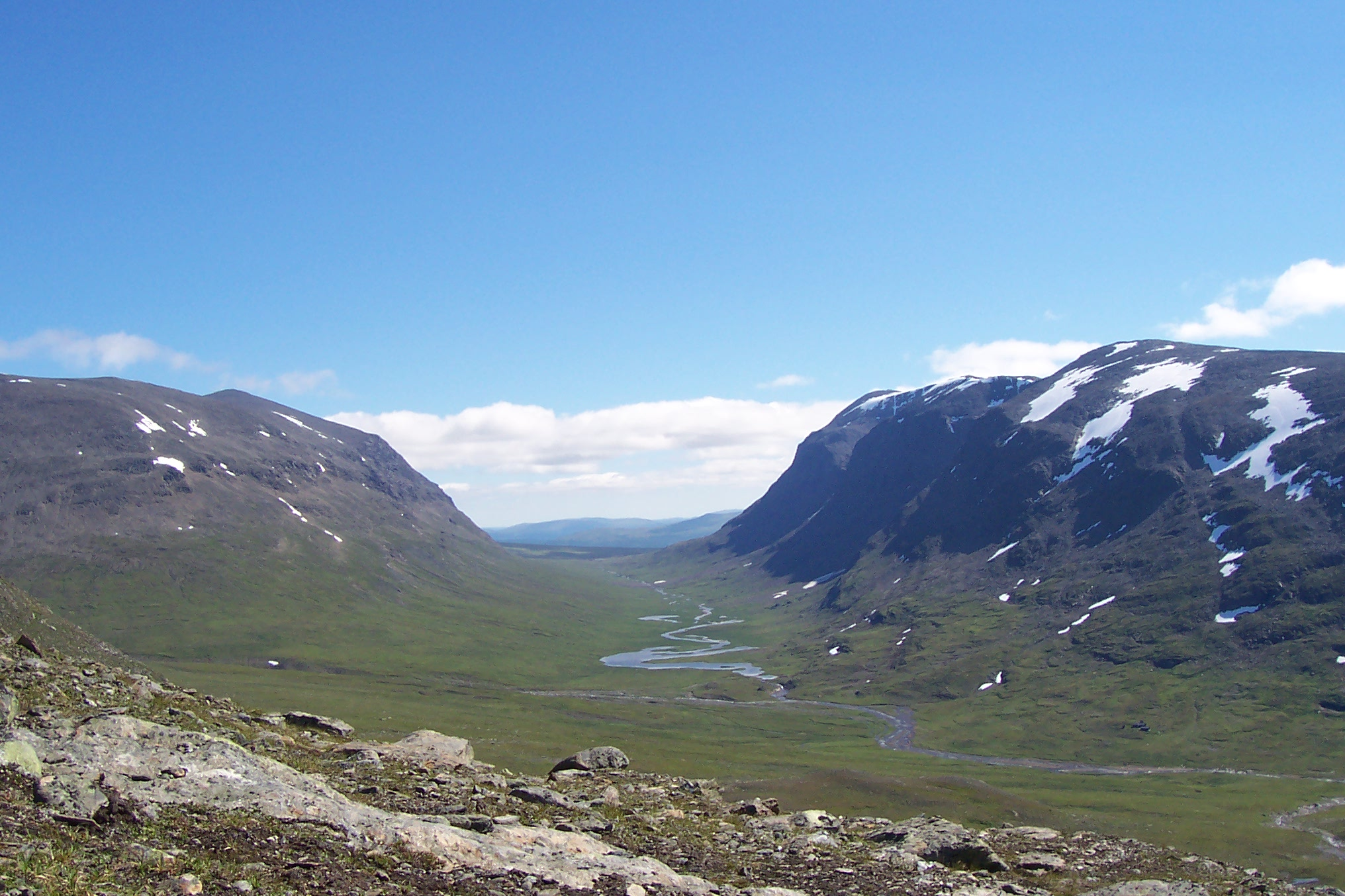
Paisaje del norte de Escandinavia, semejante al que existió en la Europa Occidental durante el Auriñaciense.

El Auriñaciense se caracteriza por una industria laminar en dos sentidos: Una industria de grandes láminas, algunas de ellas espesas, y otra de laminillas de menor formato. No es raro que se acompañe de una industria de lascas espesas talladas en materias primas de menor calidad, como utillaje "somero". Tipológicamente, se puede destacar la abundancia de láminas, con retoques escamosos amplios y fuertes, raspadores carenados, buriles facetados, laminillas de retoque semiabrupto.
En la industria ósea destacan sobre todo los mangos para herramientas, alisadores y puntas para caza, también llamadas azagayas, de las cuales hay tres tipos: 
1. Azagayas de base hendida;
2. Azagayas de base entera;
3. Azagayas de base biselada, en hueso o en asta de ciervo.

Asimismo se han hallado en los yacimientos punzones, cinceles, bastones perforados y varillas biseladas.
Aparecen nuevas técnicas de elaborar los útiles sobre hueso, como el pulido con arenisca y otras formas de abrasión. La industria lítica estaba realizada sobre sílex; si escaseaba, se utilizaba el cuarzo y la cuarcita.
En la Europa Occidental se habitaban las cuevas, mientras que en la Europa Central y Oriental habitan al aire libre. El gran número de restos faunísticos en los yacimientos auriñacienses nos indica una economía basada en la caza. Se desarrolló un arte mueble, en el cual las representaciones suelen realizarse en marfil, destacando las figuras de mamut. La escultura humana figurativa más antigua encontrada hasta ahora, denominada Venus de Hohle Fels, pertenece según las dataciones realizadas a este período, con una antigüedad de al menos 35 000 años.
No se conocen prácticamente inhumaciones auriñacienses para la Europa occidental. Sí que hay paralelismos, dentro de la cronología auriñaciense, en la Europa Oriental y el Levante mediterráneo. Aquellas sepulturas aparecen perfectamente organizadas. Se trata generalmente de inhumaciones individuales, cuyos restos se han encontrado en lugares de habitación o en sus proximidades.

## Características
Se caracteriza por gruesos raspadores, a veces tallados en pequeños bloques de sílex, y por hojas retocadas en uno o dos bordes, con raspadores en el extremo en muchas ocasiones. Desaparecen las piezas de dorso rebajado; los buriles son de distinto tamaño con punta débil. El utillaje óseo es más abundante: puntas, punzones, etc.
Los hallazgos más destacables son hojas curvas de pedernal, raspadores para madera y hueso, huesos de ave con orificios (que podría ser un instrumento musical), diversos objetos de hueso y marfil, ocre utilizado como colorante, pendientes hechos con dientes de cérvido, de lobo, de zorro y de hiena, y conchas agujereadas (tal vez usadas como amuletos o marcadores tribales).
En su fase final se desarrollan los buriles a veces arqueados y desaparecen las hojas retocadas. Las puntas óseas de azagaya pasan a ser de sección redonda y luego, de base biselada. Aparece el grabado en su fase final y se multiplica durante su desarrollo.
Se extendió por Francia, Bélgica, la región de Cataluña, la región Cantábrica de la península ibérica e Inglaterra.junio de 2010[cita requerida]
Algunas investigaciones consideran al denominado perro de Goyet la evidencia fósil más antigua de un perro domesticado. Sus restos fueron encontrados en 2008 en la cueva Goyet (Bélgica) y se datan alrededor del 31.700 AP, correspondiendo a este período cultural.

## Herramientas

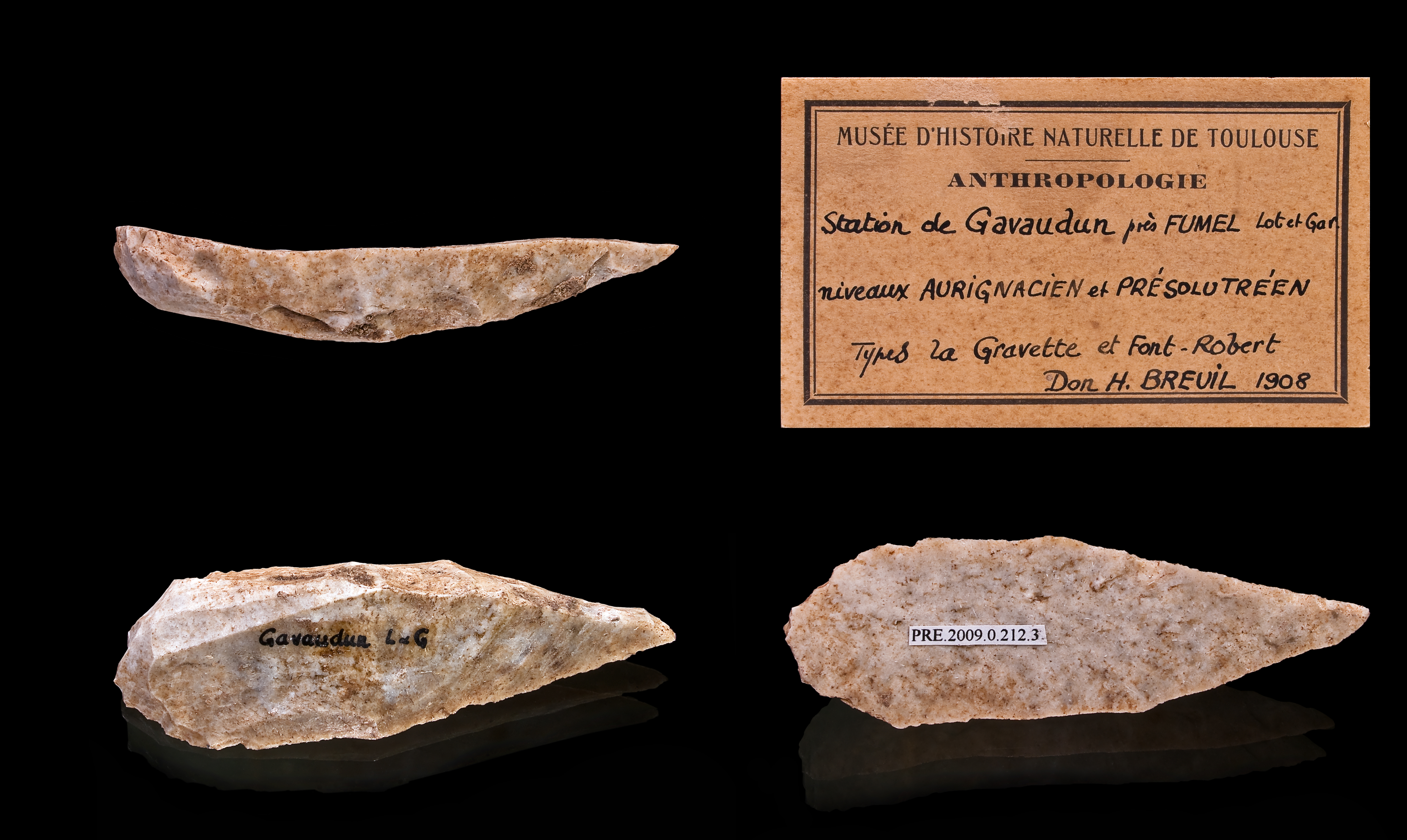
Raspador.
Raspador de Aurignac (Francia)
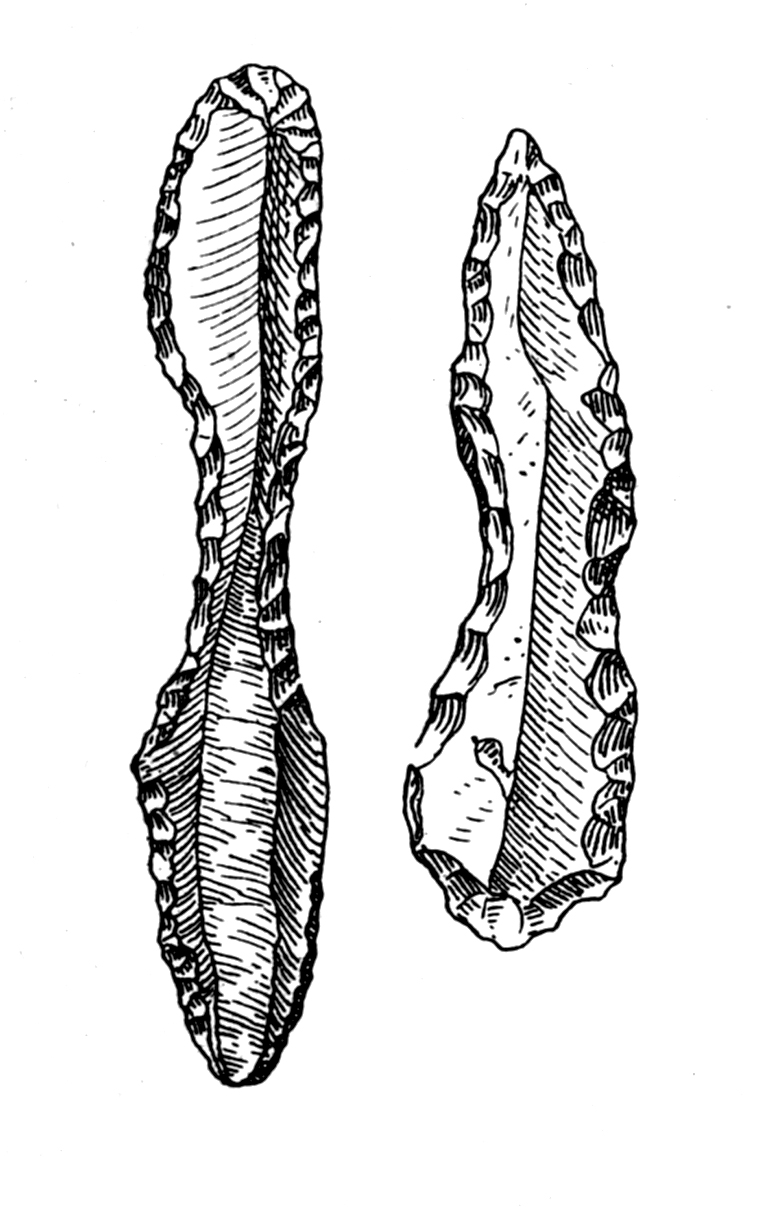
Cuchillas del Auriñaciense.
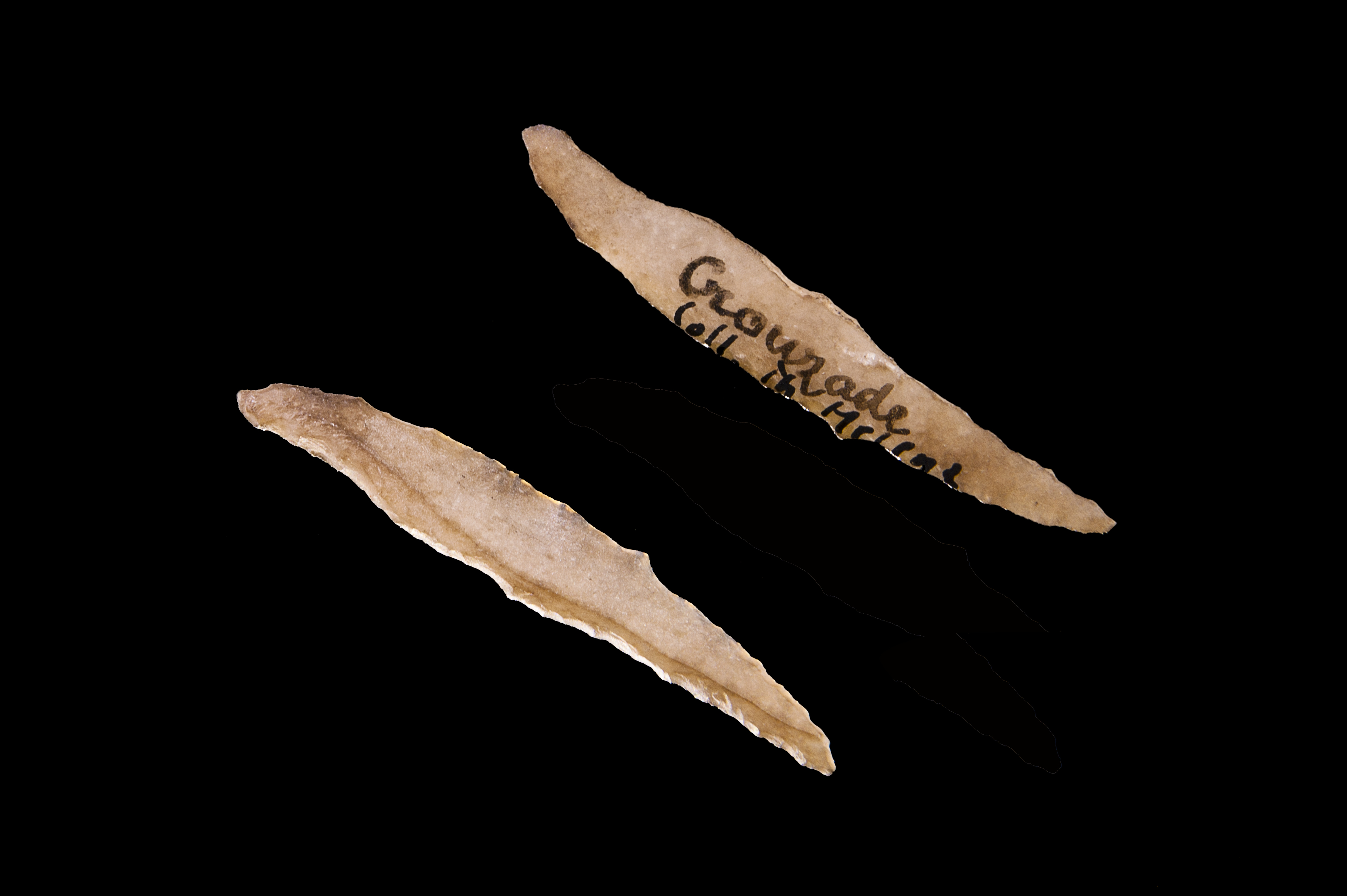
Hojita Dufour.
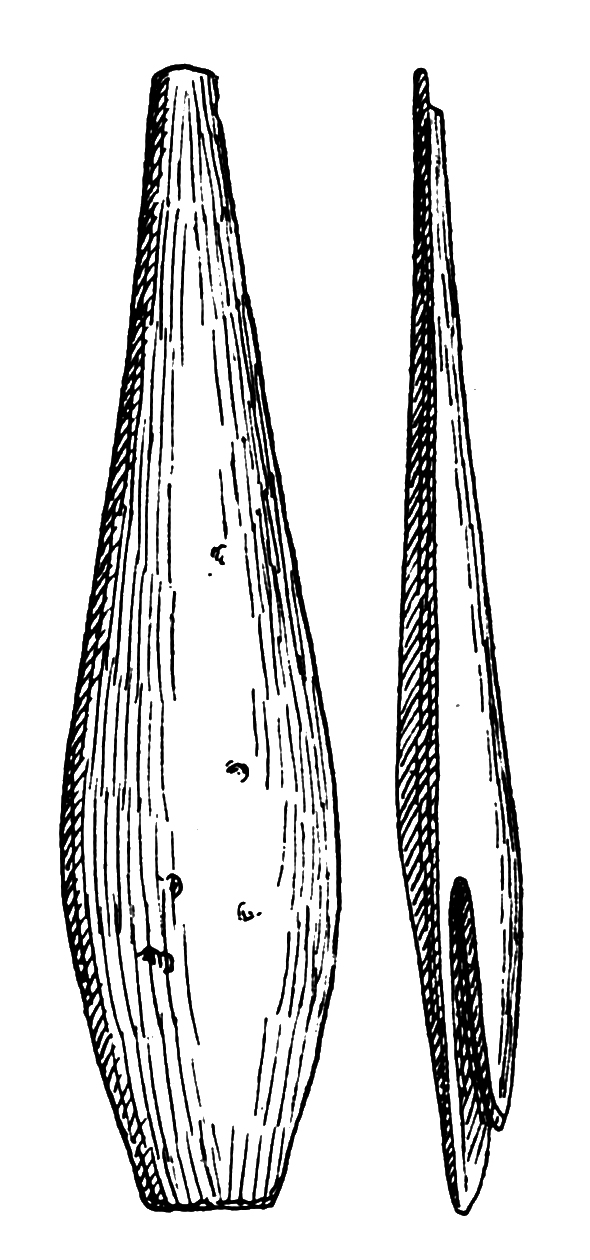
Azagaya de base hendida o punta de aurignac.

## Genética

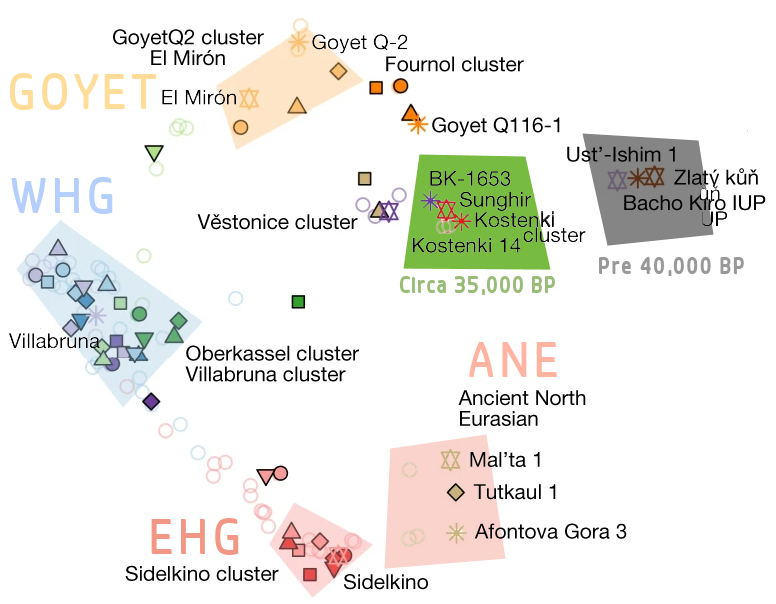
Posición genética del grupo Goyet, correspondiente al Auriñaciense, en relación con otros cazadores-recolectores

En un estudio genético publicado en Nature en mayo de 2016, se examinaron los restos de un individuo temprano del Auriñaciense, Goyet Q116-1 de la actual Bélgica. Pertenecía al haplogrupo paterno C1a y al haplogrupo materno M. Los haplogrupos identificados en otras muestras del Auriñaciense incluyen los haplogrupos paternos C1b y K2a; y los haplogrupos mitocondriales N, R y U.
La cultura material auriñaciense está asociada con la expansión de los 'primeros euroasiáticos occidentales' durante el Paleolítico superior, reemplazando o fusionándose con las anteriores culturas del Paleolítico superior temprano, entre las que posiblemente se relaciona la europea Châtelperroniense.